# 城中金星
城中金城（日语：マチカネキンノホシ），是美國出生的日本純種競賽馬匹。生涯活躍於中長途賽事，曾於2000年勝出美國賽馬會盃及阿根廷共和國盃。

## 出賽前
1996年4月2日出生於美國一個由當地人Clarence Scharbauer Jr.管理的牧場，成長途中被日本馬主細川益男購入並引入日本。
其後交由美浦訓練中心練馬師藤澤和雄訓練。

## 競賽生涯

### 3歲（現2歲）
1998年11月15日出戰東京競馬場3歲新馬戰，保持於後方等待時機下於直路一舉衝出，最終爆發凌厲的末腳取首勝。
其後出戰3歲500萬獎金以下條件戰，但本次比賽後上不給下僅跑獲第四。
12月13日出戰朝日盃三歲錦標，雖然比賽初段保持良好的節奏於中後方位置，但於進入直路後無法最大程度加速縮窄和前方的差距，最終再度敗於對手取得第四。
2星期後出戰出戰日經電台盃三歲錦標，本次比賽其繼續選擇保持於中團左右的位置，於通過第三、四彎道時仍然保持穩定的速度，縱然位處其附近的愛慕織姬加速上前，其仍然未有太大動作。進入直路後，其隨即於中檔位置開始加速並追擊前方透出的愛慕織姬，可惜於兩者跑出同樣速度下城中金城始終未能趕過對手，最終以1/2馬位屈居第二。

### 4歲（現3歲）
1999年其於上半年出戰三場分級賽，但均未能掄元，最佳戰績為於NHK一哩賽中跑獲第四。
進入下半年，由於此前於分級賽中失利，因而陣營安排其出戰條件戰，歷經兩次敗仗後成功於12月25日的跨海公路錦標取得冠軍並晉級公開組。

### 5歲（現4歲）
2000年年初以美國賽馬會盃為目標，賽前獲得第三人氣。比賽開始後，其一如既往地選擇居中戰術逐步推進，但與以往不同的是進入對面直路中後段邊開始變奏提速，於最後彎道時成功進佔前方第四的位置。進入直路後，其加緊發力於所在位置不斷衝刺，最終爆發出優秀的末腳速度下超越領先的黃金旅程，並於最後關頭進一步帶離對手以2 1/2馬位取得首個分級賽冠軍。
短暫放草後於5月出戰目黑紀念，本次比賽其改變風格採用先行戰術，於比賽初段經已進佔前方，進入直路初段時更處於頭三的位置。然而進入直路後，其未能於中後段維持自身的速度，最終略為均速之下被外檔殺上的黃金旅程超越以第二完賽。
其後出戰寶塚紀念突然失準以第十一大敗，秋季首戰每日王冠亦僅跑獲第八。
11月5日增程出戰阿根廷共和國盃，比賽初段其以穩定的節奏貼欄推進，並於比賽途中一直維持自身於第三的位置。進入直路後，其隨即稍為抽出並展開加速，最終跑出不俗的速度之下超越位處前方的Mejiro Ronzan及Sunday Sarah取得第二個分級賽冠軍。
贏得阿根廷共和國盃後再度向一級賽挑戰，但於日本盃僅跑獲第六的戰績，年末出戰有馬紀念更以第十二大敗。

### 5歲[a]
進入2001年，其於年初出戰日經賞作為年度首戰，保持於先頭位置下於直路雖然一度衝出取得領先，但其後隨即被勢頭凌厲的名將戶仁超越，以1/2馬位差距落敗得第二。
其後縮程出戰安田紀念，然而完全未能適應一哩賽事的路程及節奏下以尾二第十七慘敗。
安田紀念後，其於年間未有再出現任何賽事並進入休養。

### 6歲
2002年1月於美國賽馬會盃復出，但於直路上轉趨力弱下未能繼續維持衝勢，最終以第五的戰績完賽。
2月緊接出戰京都紀念，比賽初段選擇於中團位置推進，但於通過第三彎道前開始嚮應騎師橫山典弘的指揮加速，於直路初頭以第三的位置展開追逐。進入直路後，其開始於所在位置逐步加速，並於中團與一同衝出的成田路展開纏鬥，可惜未能壓制對手下以頭位差憾負得第二。
其後繼續出戰其他賽事，但均未能跑入三甲之內，最佳戰績為於寶塚紀念跑獲第四。
8月18日出戰札幌紀念以包尾第十六大敗後，陣營應為經已衰退，因而選擇安排其退役。

### 詳細賽績
| 日期       | 舉辦國家 | 馬場 | 距離   | 級別 | 賽事名稱           | 負重 | 騎師     | 馬號 | 出馬 | 名次 | 時間   | 頭馬（二馬）         |
| ---------- | -------- | ---- | ------ | ---- | ------------------ | ---- | -------- | ---- | ---- | ---- | ------ | -------------------- |
| 15/11/1998 | 日本     | 東京 | 草1800 |      | 3歲新馬            | 54   | 岡部幸雄 | 6    | 10   | 1    | 1:51.8 | （Lord Universal）   |
| 28/11/1998 | 日本     | 東京 | 泥1600 |      | 3歲500馬獎金以下   | 54   | 岡部幸雄 | 1    | 12   | 4    | 1:39.5 | Nishino Hatakumo     |
| 13/12/1998 | 日本     | 中山 | 草1600 | GI   | 朝日盃三歲錦標     | 54   | 岡部幸雄 | 6    | 14   | 4    | 1:35.9 | 喜高善               |
| 26/12/1998 | 日本     | 阪神 | 草2000 | GIII | 短波電台盃三歲錦標 | 54   | 岡部幸雄 | 10   | 11   | 2    | 2:04.2 | 愛慕織姬             |
| 25/4/1999  | 日本     | 東京 | 草1400 | GII  | 新西蘭盃四歲錦標   | 56   | 岡部幸雄 | 16   | 18   | 8    | 1:24.8 | Zachariah            |
| 15/6/1999  | 日本     | 東京 | 草1600 | GI   | NHK一哩賽          | 57   | 岡部幸雄 | 11   | 18   | 4    | 1:34.5 | 印安象徵             |
| 4/7/1999   | 日本     | 福島 | 草1800 | GIII | 短波電台盃         | 54   | 岡部幸雄 | 6    | 16   | 9    | 1:51.3 | Silk Guardian        |
| 9/10/1999  | 日本     | 東京 | 草1800 |      | 白秋錦標           | 55   | 岡部幸雄 | 12   | 17   | 4    | 1:46.9 | Sakura Namiki O      |
| 14/11/1999 | 日本     | 東京 | 草1800 |      | 十一月錦標         | 55   | 柏兆雷   | 11   | 16   | 11   | 1:49.1 | Shonan Happiness     |
| 25/12/1999 | 日本     | 中山 | 草1800 |      | 跨灣公路錦標       | 55   | 岡部幸雄 | 5    | 12   | 1    | 1:49.1 | （Shonan Happiness） |
| 23/1/2000  | 日本     | 中山 | 草2200 | GII  | 美國賽馬會盃       | 56   | 岡部幸雄 | 11   | 14   | 1    | 2:13.4 | （黃金旅程）         |
| 20/5/2000  | 日本     | 東京 | 草2500 | GII  | 目黑紀念           | 57   | 岡部幸雄 | 3    | 15   | 2    | 2:33.4 | 黃金旅程             |
| 25/6/2000  | 日本     | 阪神 | 草2200 | GI   | 寶塚紀念           | 58   | 岡部幸雄 | 6    | 11   | 11   | 2:16.3 | 好歌劇               |
| 8/10/2000  | 日本     | 東京 | 草1800 | GII  | 每日王冠           | 58   | 岡部幸雄 | 8    | 11   | 8    | 1:47.2 | Tunante              |
| 5/11/2000  | 日本     | 東京 | 草2500 | GII  | 阿根廷共和國盃     | 57.5 | 岡部幸雄 | 3    | 16   | 1    | 2:33.9 | （Mejiro Ronzan）    |
| 26/11/2000 | 日本     | 東京 | 草2400 | GI   | 日本盃             | 57   | 岡部幸雄 | 3    | 16   | 6    | 2:26.6 | 好歌劇               |
| 24/12/2000 | 日本     | 中山 | 草2500 | GI   | 有馬紀念           | 57   | 岡部幸雄 | 2    | 16   | 12   | 2:36.0 | 好歌劇               |
| 24/3/2001  | 日本     | 中山 | 草2500 | GII  | 日經賞             | 58   | 岡部幸雄 | 6    | 10   | 2    | 2:33.8 | 名將戶仁             |
| 3/6/2001   | 日本     | 東京 | 草1600 | GI   | 安田紀念           | 58   | 戴崇謀   | 5    | 18   | 17   | 1:36.1 | 黑鷹                 |
| 20/1/2002  | 日本     | 東京 | 草2200 | GII  | 美國賽馬會盃       | 58   | 横山典弘 | 8    | 12   | 5    | 2:14.0 | Fusaichi Run Heart   |
| 16/2/2002  | 日本     | 京都 | 草2200 | GII  | 京都紀念           | 58   | 横山典弘 | 2    | 9    | 2    | 2:11.8 | 成田路               |
| 20/3/2002  | 日本     | 阪神 | 草2000 | GII  | 產經大阪盃         | 58   | 横山典弘 | 11   | 14   | 6    | 2:00.1 | 旭日飛駒             |
| 18/5/2002  | 日本     | 東京 | 草2500 | GII  | 目黑紀念           | 58.5 | 岡部幸雄 | 17   | 18   | 12   | 2:33.6 | Toshi the V.         |
| 23/6/2002  | 日本     | 阪神 | 草2200 | GI   | 寶塚紀念           | 58   | 岡部幸雄 | 5    | 12   | 5    | 2:13.2 | 烈焰快駒             |
| 18/8/2002  | 日本     | 札幌 | 草2000 | GII  | 札幌紀念           | 57   | 千田輝彥 | 5    | 16   | 16   | 2:01.3 | 海洋駿驥             |

a 由2001年開始，日本跟隨國際馬齡顯示標準，以實歲標記馬匹

## 退役後
退役後，城中金星成為了配種馬，於北海道門別町（今日高町）日高輕種馬農業協同組合門別種馬場休養，在2003年進行配種。首批子嗣於2004年出生。首批子嗣可於2006年出賽。
2007年其被轉移至同町的新生牧場休養，繼續於此進行配種。
2012年10月變更用途後下落不明，但相信經已死亡。

## 血統簡介
父系西雅圖迴旋爲美國賽駒，生涯戰績極佳，爲美國三冠馬，退役後之配種成績亦非常出色，爲世界著名種馬之一。祖父Bold Reasoning亦爲美國賽駒，生涯戰績不俗，曾勝出八場頭馬。
母系Alysbelle為美國賽駒，生涯戰績優秀，曾勝出二級賽拉肯亞達錦標，亦於荷李活橡樹大賽及聖馬利亞讓賽中取得亞軍。外祖父雅力達爲美國賽駒，生涯戰績彪炳，曾勝出卓華斯錦標、美國香檳錦標及佛羅里達州打吡等五項一級賽。

### 血統表
| 父線：西雅圖迴旋系（勇者帝王系）                                          |                                 |                |                |
| 種馬 西雅圖迴旋 1974年（深棗色）                                          | Bold Reasoning 1968年（深棗色） | Boldnesian     | 勇者帝王       |
| 種馬 西雅圖迴旋 1974年（深棗色）                                          | Bold Reasoning 1968年（深棗色） | Boldnesian     | Alanesian      |
| 種馬 西雅圖迴旋 1974年（深棗色）                                          | Bold Reasoning 1968年（深棗色） | Reason to Earn | Hail to Reason |
| 種馬 西雅圖迴旋 1974年（深棗色）                                          | Bold Reasoning 1968年（深棗色） | Reason to Earn | Sailing Home   |
| 種馬 西雅圖迴旋 1974年（深棗色）                                          | My Charmer 1969年（棗色）       | Poker          | 圓桌武士       |
| 種馬 西雅圖迴旋 1974年（深棗色）                                          | My Charmer 1969年（棗色）       | Poker          | Glamour        |
| 種馬 西雅圖迴旋 1974年（深棗色）                                          | My Charmer 1969年（棗色）       | Fair Charmer   | Jet Action     |
| 種馬 西雅圖迴旋 1974年（深棗色）                                          | My Charmer 1969年（棗色）       | Fair Charmer   | Myrtle Charm   |
| 繁殖雌馬 Alysbelle 1989年（棗色）                                         | 雅力達 1975年（栗色）           | Raise a Native | Native Dancer  |
| 繁殖雌馬 Alysbelle 1989年（棗色）                                         | 雅力達 1975年（栗色）           | Raise a Native | Raise You      |
| 繁殖雌馬 Alysbelle 1989年（棗色）                                         | 雅力達 1975年（栗色）           | Sweet Tooth    | On-and-On      |
| 繁殖雌馬 Alysbelle 1989年（棗色）                                         | 雅力達 1975年（栗色）           | Sweet Tooth    | Plum Cake      |
| 繁殖雌馬 Alysbelle 1989年（棗色）                                         | Bel Sheba 1970年（棕色）        | Lt. Steven     | Nantallah      |
| 繁殖雌馬 Alysbelle 1989年（棗色）                                         | Bel Sheba 1970年（棕色）        | Lt. Steven     | Rough Shod     |
| 繁殖雌馬 Alysbelle 1989年（棗色）                                         | Bel Sheba 1970年（棕色）        | Belthazar      | War Admiral    |
| 繁殖雌馬 Alysbelle 1989年（棗色）                                         | Bel Sheba 1970年（棕色）        | Belthazar      | Blinking Owe   |
| 雌系：號族：20                                                            |                                 |                |                |
| 五代內近親交配：Nasrullah 5×5×5×5、Polynesian 5×5 、Striking + Busher 5×5 |                                 |                |                |

## 命名由來
名字中，Matikane（マチカネ）為馬主細川益男的冠名，來自其母校大阪府豐中市大阪大學豐中校區附近的待兼山，香港因其中的Machi（マチ）於日語中可以轉寫為帶有街道、城市等意思之漢字「町」而翻譯為「城中」，Kinnohosi（キンノホシ）即是日語中的「金星」，此名字为了符合轉寫至拉丁字母時上限18個英文之規則，因此轉寫假名「チ」及「シ」的時候，分別採用ti代替chi及si代替shi。

## 外部連結
- 城中金星 netkeiba.com （页面存档备份，存于）
- 血統表 （页面存档备份，存于）